# 바케네코

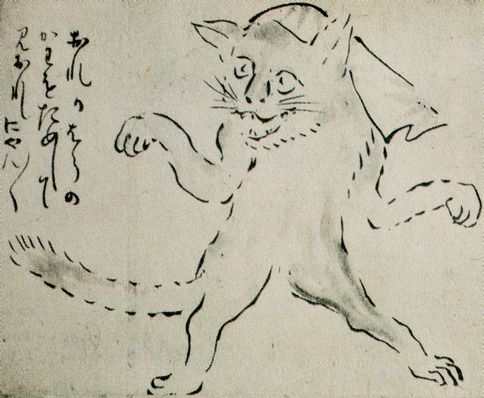
요사 부손이 그린 "사사키바라 가의 바케네코"

바케네코(일본어: 化け猫) 혹은 둔갑 고양이는 일본 민속 설화에 나오는 고양이 요괴이다. 사가현에서는 사가의 바케네코 소동(鍋島の化け猫騒動)이라고도 불린다.

## 유래
이름 그대로 고양이가 요괴로 변한 것으로, 고양이가 일정한 나이가 들거나, 일정한 기간 동안 키워지거나, 일정한 크기로 자라거나, 꼬리가 일정한 길이로 자라면 바케네코로 변한다고 전해진다. 마지막의 경우를 거쳐서 요괴로 변한 고양이는 꼬리가 두 갈래로 갈라지며, 네코마타라고 부른다. 이 미신에 기인하여 오늘날 재패니즈 밥테일의 꼬리가 짧아진 것으로 보는 추측도 있다.
바케네코는 자신을 키우는 가정에 출몰하여 도깨비불을 만들고, 잠자는 사람을 괴롭힌다. 뒷다리를 세우고 걸어다닐 수 있으며, 인간의 모습으로 둔갑할 수도 있다. 심지어는 주인 행세를 하기 위해 주인을 잡아먹기도 한다. 다 자란 바케네코는 1.5미터가 넘는다. 시체가 있는 방에 들어오게 두면 위험할 수 있는데, 고양이가 시체 위를 뛰어넘으면 시체를 되살릴 수 있다고 믿었기 때문이다.

## 민간전승
일본의 민속 설화에서는 어떤 고양이라도 13년 이상을 살거나, 몸무게가 1관 (3.75킬로그램)이 넘거나, 꼬리가 매우 길게 되면 바케네코가 될 수 있다고 설명한다. 바케네코는 이러한 특정한 상황을 거친 후, 초자연적이고 불가사의한 힘을 얻게 되는 고양이다. 무엇이 되었든 크기에 상관없이 먹을 수 있는 능력을 가지고 있는데, 예를 들어서, 주로 먹는 것은 사람에게 알려지지 않은 특정한 종류의 뱀이 뿜어내는 독이다. 보았다는 사람도 있으나 사람의 눈에는 잘 띄지 않는다. 꼬리가 길어져 두 개로 나뉜 바케네코는 네코마타라고 부르며, 구별이 명확하지 않아 명칭이 혼용되기도 한다. 일본에서는 바케네코에 대한 설화가 구비 전승으로 이어져 오고 있다.

## 역사
17세기 초의 일본인들은 누에를 치는데 방해가 되는 쥐를 잡기 위해 고양이를 길렀다. 이 시대에는 고양이를 사고 파는 것이 불법이었고, 일본의 고양이 대부분은 도시를 자유롭게 돌아다녔다. 이러한 길고양이에 대한 이야기는 시간이 흐르면서 전설로 변모했다. 바케네코에 대한 설화는 사람의 말을 하고, 두 다리로 서서 걸으며, 둔갑술을 부리고, 하늘을 날고, 사람을 죽이고, 죽은 자를 부활시키는 초자연적인 능력을 주제로 하였는데, 이 때문에 일본인들은 고양이가 바케네코로 변하는 것을 막기 위해 꼬리를 잘랐다고 전해진다. 또한, 등잔 기름을 핥는 고양이를 바케네코라고 여겼는데, 이것은 과거 일본에서 등잔에 사용했던 기름이 생선으로 만든 것이었기 때문에 고양이가 자주 핥았던 것이다.

## 같이 보기
- 일본
- 고양이